# Pernek
Pernek es un municipio del distrito de Malacky en la región de Bratislava, Eslovaquia, con una población estimada a final del año 2024 de 899 habitantes.
Se encuentra ubicado al norte de la región, en el valle del río Morava y cerca de la frontera con la región de Trnava y con Austria.

## Demografía
| Año        | 1994 | 2004    | 2014    | 2024    |
| ---------- | ---- | ------- | ------- | ------- |
| Población  | 742  | 793     | 846     | 899     |
| Diferencia |      | +6,87 % | +6,68 % | +6,26 % |

| Año        | 2023 | 2024    |
| ---------- | ---- | ------- |
| Población  | 908  | 899     |
| Diferencia |      | −0,99 % |